# Чемпіонат Європи з футболу 2020 (кваліфікаційний раунд, група B)
Жеребкування кваліфікаційного раунду Євро-2020 відбулося 2 грудня 2018 року в Дубліні. До групи B потрапили збірні Португалії, України, Сербії, Литви і Люксембургу.

## Таблиця
| Поз | Команда    | І | В | Н | П | ГЗ | ГП | РГ  | О  | Кваліфікація                       |     | Україна | Португалія | Сербія | Люксембург | Литва |
| --- | ---------- | - | - | - | - | -- | -- | --- | -- | ---------------------------------- | --- | ------- | ---------- | ------ | ---------- | ----- |
| 1   | Україна    | 8 | 6 | 2 | 0 | 17 | 4  | +13 | 20 | Кваліфікація до фінального турніру |     | —       | 2:1        | 5:0    | 1:0        | 2:0   |
| 2   | Португалія | 8 | 5 | 2 | 1 | 22 | 6  | +16 | 17 | Кваліфікація до фінального турніру |     | 0:0     | —          | 1:1    | 3:0        | 6:0   |
| 3   | Сербія     | 8 | 4 | 2 | 2 | 17 | 17 | 0   | 14 |                                    |     | 2:2     | 2:4        | —      | 3:2        | 4:1   |
| 4   | Люксембург | 8 | 1 | 1 | 6 | 7  | 16 | −9  | 4  |                                    | 1:2 | 0:2     | 1:3        | —      | 2:1        |       |
| 5   | Литва      | 8 | 0 | 1 | 7 | 5  | 25 | −20 | 1  |                                    | 0:3 | 1:5     | 1:2        | 1:1    | —          |       |

## Матчі
Матчі Групи B кваліфікаційного раунду Євро-2020 триватимуть з березня 2019 по листопад 2019. Відповідно до правил УЄФА, час вказано за CET/CEST Місцевий час, якщо відрізняється, зазначено в дужках.
| 22 березня 2019 20:45 |

| Люксембург                | 2:1      | Литва      |
| ------------------------- | -------- | ---------- |
| 45' Баррейру 55' Родрігес | Протокол | 14' Черних |

| Жозі Бартель, Люксембург Арбітр: Рой Райншрайбер |

| 22 березня 2019 20:45 (19:45 (UTC±0)) |

| Португалія | 0:0      | Україна |
| ---------- | -------- | ------- |
|            | Протокол |         |

| Да Луж, Лісабон Арбітр: Клеман Тюрпен |

| 25 березня 2019 20:45 |

| Люксембург  | 1:2      | Україна                          |
| ----------- | -------- | -------------------------------- |
| 36' Тюрпель | Протокол | 40' Циганков 90+3' (аг) Родрігес |

| Жозі Бартель, Люксембург Арбітр: Маттіас Гестраніус |

| 25 березня 2019 20:45 (19:45 UTC+0) |

| Португалія | 1:1      | Сербія          |
| ---------- | -------- | --------------- |
| 42' Данілу | Протокол | 7' (пен.) Тадич |

| Да Луж, Лісабон Арбітр: Шимон Марциняк |

| 7 червня 2019 20:45 (21:45 UTC+2) |

| Литва         | 1:1      | Люксембург   |
| ------------- | -------- | ------------ |
| 74' Новиковас | Протокол | 21' Родрігес |

| ЛФФ, Вільнюс Арбітр: Адам Фаркаш |

| 7 червня 2019 20:45 (21:45 UTC+2) |

| Україна                                         | 5:0      | Сербія |
| ----------------------------------------------- | -------- | ------ |
| 26, 28' Циганков 46, 75' Коноплянка 59' Яремчук | Протокол |        |

| Арена Львів, Львів Глядачів: 34,700 Арбітр: Антоніо Матео Лаос |

| 10 червня 2019 20:45 |

| Сербія                                | 4:1      | Литва                |
| ------------------------------------- | -------- | -------------------- |
| 20, 34' Митрович 35' Йович 90+2' Ляїч | Протокол | 71' (пен.) Новиковас |

| Црвена Звезда, Белград Арбітр: Адріен Жакоте |

| 10 червня 2019 20:45 (21:45 UTC+2) |

| Україна    | 1:0      | Люксембург |
| ---------- | -------- | ---------- |
| 6' Яремчук | Протокол |            |

| Арена Львів, Львів Глядачів: 34,700 Арбітр: Петер Кралович |

| 7 вересня 2019 |

| Литва | 0:3      | Україна                                 |
| ----- | -------- | --------------------------------------- |
|       | Протокол | 7' Зінченко 27' Марлос 62' Маліновський |

| ЛФФ, Вільнюс Глядачів: 5,067 Арбітр: Ірфан Пельто |

| 7 вересня 2019 |

| Сербія                         | 2:4      | Португалія                                       |
| ------------------------------ | -------- | ------------------------------------------------ |
| 68' Миленкович 85' А. Митрович | Протокол | 42' Карвалью 58' Гуедеш 80' Роналду 86' Б. Сілва |

| Црвена Звезда, Белград Глядачів: 39,839 Арбітр: Джюнейт Чакир |

| 10 вересня 2019 |

| Литва             | 1:5      | Португалія                                      |
| ----------------- | -------- | ----------------------------------------------- |
| 28' Андрюшкявічюс | Протокол | 7' (пен.), 62', 65', 76' Роналду 90+2' Карвалью |

| ЛФФ, Вільнюс Глядачів: 5,067 Арбітр: Бас Нейгейс |

| 10 вересня 2019 |

| Люксембург  | 1:3      | Сербія                            |
| ----------- | -------- | --------------------------------- |
| 66' Тюрпель | Протокол | 36', 78' А. Митрович 55' Радоньїч |

| Жозі Бартель, Люксембург Глядачів: 6,373 Арбітр: Орел Грінфельд |

| 11 жовтня 2019 20:45 (19:45 (UTC+1)) |

| Португалія                       | 3:0      | Люксембург |
| -------------------------------- | -------- | ---------- |
| Сілва 16' Роналду 65' Гуедеш 90' | Протокол |            |

| Жозе Алваладе, Лісабон Арбітр: Даніель Стефанський |

| 11 жовтня 2019 20:45 (21:45 (UTC+3)) |

| Україна               | 2:0      | Литва |
| --------------------- | -------- | ----- |
| Маліновський 29', 58' | Протокол |       |

| Металіст, Харків Арбітр: Гаральд Лехнер |

| 14 жовтня 2019 20:45 (21:45 (UTC+3)) |

| Литва          | 1:2      | Сербія            |
| -------------- | -------- | ----------------- |
| Казлаускас 79' | Протокол | 49', 53' Митрович |

| Стадіон ЛФФ, Вільнюс Арбітр: Павел Рачковський |

| 14 жовтня 2019 20:45 (21:45 (UTC+3)) |

| Україна                  | 2:1      | Португалія         |
| ------------------------ | -------- | ------------------ |
| Яремчук 6' Ярмоленко 27' | Протокол | 73' (пен.) Роналду |

| Олімпійський, Київ Арбітр: Ентоні Тейлор |

| 14 листопада 2019 20:45 (19:45 (UTC±0)) |

| Португалія                                                    | 6:0      | Литва |
| ------------------------------------------------------------- | -------- | ----- |
| Роналду 7' (пен.), 22', 65' Піцці 52' Пасіенсія 56' Сілва 63' | Протокол |       |

| Алгарве, Фару Арбітр: Рудді Буке |

| 14 листопада 2019 20:45 |

| Сербія                         | 3:2      | Люксембург               |
| ------------------------------ | -------- | ------------------------ |
| Митрович 11', 43' Радоньїч 70' | Протокол | 54' Родрігес 75' Тюрпель |

| Стадіон імені Райко Митича, Белград Арбітр: Сердар Гезюбююк |

| 17 листопада 2019 15:00 |

| Люксембург | 0:2      | Португалія                |
| ---------- | -------- | ------------------------- |
|            | Протокол | 39' Фернандеш 86' Роналду |

| Жозі Бартель, Люксембург Арбітр: Хесус Хіль Мансано |

| 17 листопада 2019 15:00 |

| Сербія                       | 2:2      | Україна                   |
| ---------------------------- | -------- | ------------------------- |
| Тадич 9' (пен.) Митрович 56' | Протокол | 32' Яремчук 90+3' Бєсєдін |

| Стадіон імені Райко Митича, Белград Арбітр: Боббі Медден |

## Бомбардири
11 голів
- Кріштіану Роналду

10 голів
- Александар Митрович

4 голи
- Роман Яремчук

3 голи
- Жерсон Родрігес
- Давід Тюрпель
- Бернарду Сілва
- Руслан Маліновський
- Віктор Циганков

2 голи
- Арвідас Новиковас
- Вільям Карвалью
- Гонсалу Гуедеш
- Неманья Радоньїч
- Душан Тадич
- Євген Коноплянка

1 гол
- Вітаутас Андрюшкявічюс
- Федір Черних
- Донатас Казлаускас
- Леандру Баррейру
- Данілу Перейра
- Бруну Фернандеш
- Гонсалу Пасіенсія
- Піцці
- Лука Йович
- Адем Ляїч
- Никола Миленкович
- Артем Бєсєдін
- Марлос
- Андрій Ярмоленко
- Олександр Зінченко

1 автогол
- Жерсон Родрігес